# COVID-19 в Непале
Распространение COVID-19 в Непале — распространение пандемии COVID-19 по территории Непала. Первый случай заболевания в стране официально подтверждён 23 января 2020 года в столице страны Катманду у студента, который вернулся из Уханя ещё 9 января. Этот случай стал также первым зарегистрированным случаем коронавирусной инфекции в Южной Азии. В период с января по март в Непале проводились меры по предотвращению широкомасштабной вспышки болезни, а также для подготовки к широкомасштабной вспышке COVID-19, в рамках которых проводилась закупка необходимых материалов, оборудования и лекарств, проводилась модернизация инфраструктуры здравоохранения, обучение медицинского персонала, а также проводились меры по росту информированности широких слоёв населения по поводу коронавирусного заболевания. Первый случай внутренней передачи вируса подтверждён 4 апреля в районе Кайлали. Первая смерть от коронавирусной инфекции в стране зарегистрирована 14 мая. Локдаун на территории всей страны введён с 24 марта 2020 года и закончился 21 июля 2020 года. По состоянию на 26 сентября 2020 года министерство здравоохранения и народонаселения страны сообщило о выявлении в стране 71821 случая заболевания, из которых 53013 выздоровели и 467 умерли. В стране на 28 сентября проведено 998407 ПЦР-тестов в реальном времени на коронавирус в 40 лабораториях на всей территории страны. Коронавирусное заболевание зарегистрировано во всех провинциях государства, больше всего случаев зарегистрировано в Катманду и провинции Багмати-Прадеш. Среди непальцев за рубежом, по данным Ассоциации зарубежных непальцев, сообщается о 12667 случаях заболевания, 16190 случаях выздоровления и 161 умерших непальцах в 35 странах мира.
Правительство Непала распорядилось о создании начиная с середины января пунктов медицинской помощи в международном аэропорту Трибхуван, а также на приграничных пунктах пропуска с Индией. Сухопутная граница с Индией и Китаем позжже была полностью закрыта, отменены все международные авиарейсы. Отменены все экзамены в учебных заведениях, закрыты школы и колледжи. По всей стране создаются карантинные центры и временные больницы. Лабораторные заведения модернизируются и расширяются. В больницах расширяются отделения интенсивной терапии, а также вводятся дополнительные койки для изоляции больных с подозрением на инфекцию. Страны СААРК обязались усилить сотрудничество в регионе для борьбы с распространением коронавирусной болезни. Индия, США и Германия усилили свою помощь непальской системе здравоохранения.
22 марта министерство культуры, туризма и гражданской авиации Непала приостановило поддержку кампании «Посетить Непал-2020». Ожидается, что экономика Непала значительно пострадает от пандемии в связи с её влиянием на зарубежные инвестиции, туризм, промышленность, строительную индустрию и торговлю. Всемирный банк подчеркнул, что пандемия коронавирусной болезни может привести к снижению доходов около 1/3 населения Непала ниже международной черты бедности (1,90 доллара в день).
Вакцинация против COVID-19 в Непале началась с 27 января 2021 года.

## Предпосылки
Непал — страна, не имеющая выхода к морю, и граничащая с Китаем на севере, Индией на востоке, западе и юге. Непал имеет 1414 километров границы с Тибетским автономным районом Китая в Гималаях. Китай является вторым по величине торговым партнёром Непала. Непал имеет границу с Индией длиной 1800 км на востоке, западе и юге. Непал расположен в Южной Азии, одном из наименее развитых и наиболее густонаселённых регионов мира, имеющем плохо организованное образование, а также здравоохранение и санитарию. Поэтому Непал считался одной из стран с высоким риском распространения эпидемии, а также одной из наименее подготовленных к эпидемии. Однако позже ВОЗ переклассифицировала Непал из группы начальной классификации «очень уязвимый» к группе меньшего риска.
По данным издания «The Kathmandu Post», до начала пандемии в больницах Непала было мало коек интенсивной терапии (лишь три в больнице Теку), которые почти всегда были заняты, и людям в тяжёлом состоянии, как правило, приходилось ждать, пока место в отделении интенсивной терапии освободится. По сообщению издания, врачи заявили, что вскоре они не смогут принимать новых больных в отделения интенсивной терапии, даже при наличии немедленной потребности в госпитализации. Единственной больницей, предназначенной для лечения инфекционных больных, является больница Теку, в которой во время эпидемии птичьего гриппа за десять лет до эпидемии коронавирусной инфекции был сооружён изолятор, однако он никогда не использовался, поскольку никогда не проводилась экспертиза его оценки соблюдения необходимых стандартов работы.
Постепенно, после появления информации о распространении новой инфекции в Китае, в Непале возникла обеспокоенность высоким потенциальным риском завоза болезни и отсутствием плана профилактических мер касаемо недопущения её завоза, а также отсутствием в стране необходимого медицинского оборудования и инфраструктуры для диагностики и лечения новой болезни. По словам Бабурама Марасини, бывшего директора отдела эпидемиологии и контроля заболеваемости, в Непале не хватало машин скорой помощи с двойной кабиной для безопасной перевозки больных особо опасными инфекциями, изоляторов в больницах, а также боксов ІІІ уровня биозащиты, а также лабораторий с оборудованием, необходимым для тестирования на особенно опасные инфекционные болезни.

## Хронология
Первый случай коронавирусного заболевания в Непале подтверждён 23 января у 32-летнего мужчины, который вернулся из Китая 9 января. У больного были лишь незначительные симптомы, позже сообщали, что он выздоровел после подтверджения двух отрицательных тестов на коронавирус 29 и 31 января. Хотя несколько больных с подозрением на коронавирус лечились в импровизированном изоляторе больницы Теку, однако до конца марта в стране не обнаружено новых случаев болезни. Это дало возможность медицинскому руководству Непала сосредоточить свои усилия на планировании, профилактике и подготовке к возможной вспышке болезни.
На третьей неделе марта в Непал начался большой заезд людей из Индии, в то самое время, когда там наблюдалось значительное увеличение числа новых случаев коронавирусной болезни на всей территории страны. Наблюдался заметный отток людей из долины Катманду. Второй случай заболевания выявлен 23 марта у молодой женщины, которая недавно прилетела в Катманду из Франции через Катар. 24 марта в стране введён общегосударственный локдаун. До 4 апреля в стране зарегистрировано ещё 6 случаев у лиц, которые недавно вернулись из-за границы. В тот же день в стране подтверждён первый случай местной передачи вируса — родственник одного из больных подтвердил, что в этот день у него также подтвердился положительный тест на коронавирус.
17 апреля число случаев заболевания в Непале почти удвоилось, после того как у 12 граждан Индии из Дели, которых направили в карантин в мечеть в городе Бхулке района Удаяпур, выявлен положительный результат теста на коронавирус. Массовое тестирование на коронавирус в районе Бхулке помогло выявить 16 новых случаев болезни в течение недели. В течение следующих нескольких недель в Бхулке обнаружено ещё только 4 новых больных; первый случай за границами Бхулке подтверждён 14 мая у журналиста из Гайгхат-Базар, который вёл репортажи из этого города и посещал другие мероприятия, связанные с эпидемией болезни, что привело к увеличению общего количества больных в районе Удаяпура до 33.
30 апреля общее число случаев заболевания в стране выросло до 57, 16 из них выписаны из лечебных учреждений в связи с выздоровлением. 1 мая выявлен первый случай болезни в районе Банке. Отслеживание контактов в этом районе позволило выявить к 5 мая 22 новых больных. В районе Парса, где за время от начала эпидемии выявили лишь 7 случаев болезни, 5 мая лишь за один день зафиксировано 17 новых случаев заболевания. 6 мая подтверждён положительный тест на коронавирус у двух молодых людей, которые находились на карантине в Капилвасту после возвращения из Мумбаи. До 11 мая в районе Капилвасту выявлено в целом 15 случаев болезни, после чего район закрыли на карантин на неделю. В соседнем районе Рупандехи, где выявлен первый случай заболевания 30 апреля, также началась вспышка эпидемии. Поскольку в районах Джапа та Раутахат также было зарегистрировано свыше 20 случаев болезни, выявлялись также одиночные случаи по всей территории страны, то в мае число случаев коронавирусной болезни в Непале увеличивалась вдвое практически каждую неделю — 1 мая зарегистрировано 59 случаев, а 28 мая количество случаев достигло 1042.
14 мая в стране зарегистрирована первая смерть от коронавирусной болезни, умерла 29-летняя женщина-роженица из Синдхупалчока.

## Мероприятия по борьбе с эпидемией
Основной болезней для лечения больных коронавирусной болезнью в Непале названа больница тропических и инфекционных болезней Сукрарай; на территории всей страны созданы изоляторы, импровизированные больницы и карантинные центры. По состоянию на 15 марта Непальская лаборатория гражданского здоровья в Катманду была единственной лабораторией, способной провести тестирование на коронавирус; впоследствии тестирование на коронавирус стало доступно в лабораториях других крупных городов страны. Отдел эпидемиологии и борьбы с инфекционными заболеваниями министерства здравоохранения в начале февраля разработал собственный протокол лечения, основанный на протоколе, разработанном Агентством по здравоохранению ООН, и издал приказ для всех частных больниц чётко соблюдать разработанный протокол лечения.
29 февраля правительство сформировало специальный комитет для борьбы с распространением коронавирусной болезни под руководством вице-премьер-министра Ишвара Похреля. 20 марта министерство здравоохранения поручило госслужащим отчитываться также в выходные дни и не покидать долину Катманду. Правительство анонсировало создание фонда на 500 миллионов рупий из взносов работников правительства из ежемесячной зарплаты. Это позволило также увеличить надбавки медицинским работникам, работающим с больными коронавирусной инфекцией, на 50–100%.
Министр здравоохранения страны заявил, что все больные COVID-19 будут при необходимости госпитализированы и обеспечены бесплатным лечением.

### Лечебные учреждения
23 января доктор Башудев Пандей, директор больницы Теку, сообщил, что больница находится в состоянии повышенной готовности по поводу возможного поступления больных коронавирусной инфекцией, три другие больницы — Непальская полицейская больница, Патанская больница и учебная больница университета Трибхуван также готовятся к лечению больных коронавирусной инфекцией. 6 коек в больнице Теку было выделено для изоляции больных с подозрением на коронавирусную инфекцию. До 4 февраля в стране развёрнуто 43 койки для лечения больных коронавирусной инфекцией. До 21 марта в провинции Гандаки развёрнуто 111 изоляционных коек.
На заседании координационного комитета высокого уровня по вопросам противодействия распространению коронавирусной болезни 17 марта принято решение о развёртывании 115 отделений интенсивной терапии и 1000 изоляционных коек в долине Катманду. На этом заседании также поручено правительствам провинций развернуть в общем 120 коек в отделениях интенсивной терапии 20 марта министерство здравоохранения выдало распоряжение о приостановлении до 12 апреля плановых медосмотров и оперативных вмешательств в больницах в долине Катманду на 50 и более коек. 21 марта министерство здравоохранения сообщило, что частным больницам на 100 коек и больше не будет разрешено направлять больных коронавирусной болезнью в другие больницы; они должны лечить больных с подозрением на вирус, ожидать результаты тестов, и предоставлять бесплатное лечение при подтверждённом диагнозе коронавирусной болезни.

### Карантин
Пассажиры и экипаж рейса, который эвакуировал непальцев из Хубэя в середине февраля, пребывали в двухнедельном карантине в Харипати в округе Бхактапур. 21 марта около 60 пассажиров из стран, в которых зарегистрированы случаи COVID-19, прибыли в страну авиарейсом в международный аэропорт Трибхуван, после чего их отправили на карантин в Харипати округа Бхактапур; на время прибытия у них не было зарегистрировано симптомов коронавирусной болезни.

### Тестирование
Первый случай в Непале, подтверждённый тестированием, проведённым в Гонконге, поскольку в государственных лабораториях Непала не было реагентов, необходимых для проведения тестирования, стоимость которых составляла около 17 тысяч рупий за тест, и которые необходимо было закупать оптом. Поскольку других подозрительных случаев, требующих тестирования, на то время в стране не наблюдалось, чиновники решили прислать образцы биоматериала в Гонконг. Первые обследования на новый коронавирус в Непале были проведены 27 января в лабораториях уровня биозащиты-2 Национальной лаборатории гражданского здоровья. Реагенты, достаточные для проведения 100 тестов, были взяты в Центре молекулярных исследований, а наборы для тестирования предоставлены Всемирной организацией здравоохранения.
По состоянию на 23 марта, в день, когда в Непале был подтверждён второй случай коронавирусной болезни, в Национальной лаборатории гражданского здоровья было проведено 610 тестов. Позже тестирование на коронавирус началось в Институте здравоохранения имени Койрала в Дхаране с 29 марта и в Покхаре с 31 марта. До 6 апреля тестирование уже проводились во всех семи провинциях; функционировало 10 лабораторий, четыре в Багмати-Прадеш и по одной в других шести провинциях. Эти лаборатории размещались в Дхарани, Джанакпури, Катманду, Джулихели, Хетауди, Читвани, Покхари, Бхайрахави, Суркети и Дхангади. 10 апреля больница Коши в Биратнагари получила возможность проводить тестирование на COVID-19. 5 тысяч наборов для быстрого диагностического тестирования на COVID-19 предоставлены каждой из провинций, в первый день в трёх районах было проведено около 500 тестирований экспресс-тестами. 11 апреля начали проводить тесты на COVID-19 больница Бир и больница Теку, а наборы для быстрого тестирования завезены во все 77 районов. Большинство проведённых до этого времени ПЦР-тестов ограничивались лицами, недавно прибывшими в страну и находившимися на карантине, и лицами, идентифицированными с помощью отслеживания контактов; появление быстрых тестов позволило более гибко выбирать способ тестирования. До 14 апреля было проведено больше быстрых тестов, чем ПЦР-тестов.

### Пункты пропуска и центры карантинного контроля
17 января после обращения ВОЗ Непал начал проверку пассажиров, которые прибывают в международный аэропорт Трибхуван из Китая, Таиланда и Японии — трёх стран, в которых на тот момент было выявлено несколько случаев коронавирусной болезни. Служба здравоохранения аэропорта доукомплектована 8 лицами. В аэропорту не было инфракрасных сканеров, и поэтому изначально до установления инфракрасных сканеров использовались термосканеры. Пассажиров, у которых выявляли повышение температуры, просили оставаться на связи и обращаться в лечебные учреждения при обнаружении других симптомов заболевания.
До 4 февраля в Покхари, Читвани и Бхайрахави были развёрнуты медицинские пункты. До первой недели февраля районы, которые граничат с Индией, начали разворачивать медицинские пункты на пунктах пропуска через границу.
До конца февраля служба здравоохранения в международном аэропорту Трибхуван проводила осмотр пассажиров из Китая, Южной Кореи, Таиланда, Сингапура, Малайзии, Японии и Саудовской Аравии, но была нехватка кадров и оборудования для проверки всех новоприбывших пассажиров. В аэропорту размещено 6 инфракрасных сканеров; единственный термосканер ещё не был отремонтирован, однако на перспективу было запланировано приобретение ещё трёх термосканеров. На тот день пассажиров не просили заполнять форму для новоприбывших, которая позволит отследить их позже. 21 марта в Катманду открылась центральная справочная служба и бесплатная круглосуточная горячая линия по вопросам, связанным с COVID-19.

### Ограничение транспортного сообщения и закрытие границ
28 января Непал закрыл контрольно-пропускной пункт Расувагади на границе с Китаем, полностью приостановив пограничную торговлю между Непалом и Китаем.
Непал объявил о приостановлении выдачи въездных виз гражданам пяти стран, наиболее пострадавших от эпидемии COVID-19 — Китая, Южной Кореи, Японии, Италии и Ирана, ограничение введено с 7 до 30 марта, хотя позже было сообщено, что датой введения этого решения является 10 марта.
Со 2 марта граждане, прибывающие из стран, имеющих большое количество случаев заболевания, или если они были в этих странах транзитом, обязаны предоставить медицинскую справку о своём состоянии здоровья. На всех основных пунктах пересечения границы с Индией начали устанавливать карантинные пункты пропуска, а гражданам третьих стран разрешалось пересекать границу лишь в обозначенных пунктах пропуска. Правительство опубликовало предостережение для жителей страны относительно несрочных поездок в страны, наиболее пострадавшие от эпидемии, включая Китай, Иран, Южную Корею, Японию и Италию. Непал также решил приостановить выдачу туристических виз для граждан всех стран, за исключением дипломатических и других официальных виз на период с 14 марта по 30 апреля. Правительство закрыло пункты пересечения на сухопутных границах для граждан третьих стран, и отменило въезд в страну альпинистских экспедиций, в том числе на гору Эверест, это правило введено в действие на период с 14 марта по 30 апреля. Правительство также ввело обязательные двухнедельный карантин и самоизоляцию для всех, кто приезжает в Непал.
На третьей неделе марта контрольно-пропускные пункты на границе с Китаем возобновили пропуск товаров согласно карантинным процедурам, поскольку количество случаев в Китае начало уменьшаться. Правительство страны запретило въезд на территорию Непала с территории ряда стран, в том числе ЕС и Великобритании, Западной Азии и Ближнего Востока, а также Малайзии, Южной Кореи и Японии, включая граждан Непала, от 20 марта до 15 апреля.
Все международные авиарейсы отменены с 22 марта, с 23 марта отменены автобусные маршруты на дальние расстояния. Совет по туризму Непала объявил о приостановке выдачи разрешений на туристические путешествия в страну. 23 марта Непал на неделю закрыл сухопутную границу с Индией и Китаем.

### Локдаун
19 марта правительство объявило о приостановке обучения во всех учебных заведениях, и отложил проведение всех экзаменов, включая экзамены на аттестат о среднем образовании, до 12 апреля, конца месяца Чайтра, последнего месяца непальского календарного года, когда в непальских школах обычно проводятся последние экзамены. Университет Трибхувана и Комиссия по вопросам государственной службы также отложили все свои экзамены.
Все государственные и частные предприятия и учреждения были закрыты, кроме тех, деятельность которых является жизненно необходимой. Заседания Палаты представителей были отложены Работа Национальных собраний была приостановлена на неопределённое время Заседание Верховного суда Непала в полном составе решило остановить все несрочные судопроизводства по всей стране.
23 марта с 14:00 в районе Кайлали объявлен бессрочный режим локдауна. В районе Аргаханчи также введён бессрочный локдаун 24 марта локдаун введён на всей территории страны.
На момент введения локдауна в стране было подтверждено лишь 2 положительных ПЦР-теста на коронавирус, и не зарегистрировано ни одного смертельного случая коронавирусной болезни, однако на момент окончания локдауна в стране было зарегистрировано 17994 положительных тестов и 40 смертей от коронавирусной болезни. Пространственное распределение случаев чётко показывает, что случаи быстро распространялись из южной части страны, где расположено большинство пунктов пересечения границы с Индией.

### Информирование населения
21 марта отдел дорожной патрульной полиции столицы Непала Катманду направил 200 своих сотрудников с заданием разместить плакаты с информацией о коронавирусной болезни на обочинах автодорог.

### Эвакуация граждан
16 февраля Непал эвакуировал 175 своих граждан, преимущественно студентов, которые оказались в изоляции в связи с началом эпидемии в Хубэе, с помощью чартерного самолёта «Nepal Airlines», которых разместили в 14-дневном карантине в населённом пункте Харипати в округе Бактапур. Несмотря на то, что 180 непальцев подали заявление на немедленную эвакуацию из Китая ещё до 2 февраля, однако организация эвакуации заняли почти две недели, поскольку правительство пыталось выполнить стандарты эвакуации ВОЗ и найти соответствующее место для карантина. Правительство критиковали за медленную реакцию; в верховный суд страны был подан судебный иск о публичных интересах, а местные жители близ назначенного места карантина в Бактапури протестовали против решения правительства, которые, по их мнению, было небезопасным для местного сообщества. 19 февраля министерство здравоохранения Непала сообщило, что у всех эвакуированных граждан тест на коронавирус был отрицательным.
Эвакуация туристов, которые пребывали на всей территории Непала, началась в последнюю неделю марта. До 28 марта сотни туристов были спасены и доставлены в Катманду, многих доставили на родину чартерными рейсами.

### Международные мероприятия
После подтверждения первого случая болезни в Южной Азии 23 января в самом Непале, приграничные районы Индии перевели в состояние повышенной противоэпидемической готовности, а также был направлен медицинский персонал в различные пункты въезда вдоль индо-непальской границы. До конца февраля Индия начала мониторинг всех прибывающих из Непала, и сделала обязательным ношение маски для всех, кто недавно вернулся из Непала. Также начался осмотр непальцев, прибывающих в Индию наземным транспортом во всех пунктах пропуска на границе. Индия сообщила о приостановке пропуска через индо-непальскую границу с 15 марта, за исключением ряда обозначенных пунктов пропуска — Банбаса, Раксаул, Ранигундж и Сунаули, на которых будет усилен санитарно-эпидемиологический контроль.
В марте Германия пообещала предоставить дополнительный миллион евро на поддержку деятельности своих программ здравоохранения в Непале для помощи в борьбе с эпидемией COVID-19. Правительство США пообещало предоставить Непалу 1,8 млн долларов. Премьер-министр Индии Нарендра Моди предложил создать чрезвычайный фонд СААРК для борьбы с COVID-19 в регионе; он также сказал, что Индия может предоставить программное обеспечение для наблюдением за болезнями странам-партнёрам СААРК, и намекнул на возможность проведения скоординированных исследований по контролю эпидемических заболеваний в регионе.

## Скандалы и споры
27 января утром из больницы Теку были выписаны два больных с подозрением на коронавирусное заболевание, не дожидаясь результатов обследования, хотя результаты должны были быть готовы позже в этот же день, что вызвало беспокойство о возможности дальнейшего распространения инфекции. Министерство здравоохранения заявило, что начнёт использовать полицию для охраны больных с подозрением на коронавирусную инфекцию после того, как гражданин Саудовской Аравии, которого направили в больницу Теку, убежал из изоляции в середине февраля.
Несмотря на то, что 180 непальцев подали заявку на немедленную эвакуацию из Китая еще до 2 февраля, однако организация эвакуации заняли почти две недели, поскольку правительство пыталось выполнить стандарты эвакуации ВОЗ и найти соответствующее место для карантина. Правительство критиковали за медленную реакцию; в верховный суд страны был подан судебный иск о публичных интересах, а местные жители близ назначенного места карантина в Бактапури протестовали против решения правительства, которое, по их мнению, было небезопасным для местного сообщества.

## Влияние эпидемии
По сообщениям средств массовой информации, туристический сектор страны страдает из-за отсутствия китайских туристов, а также различных ограничений на путешествия, введённых во всём мире. Производственный сектор испытывает дефицит сырья, которое в основном поступало из Китая. Ситуация усугубляется из-за распространения пандемии на Ближний Восток, который является основным источником денежных переводов в страну, что составляет больше половины ВВП Непала. Ожидалось, что денежные переводы резко сократятся после того, как Непал приостановил выдачу разрешений на трудоустройство своих граждан за границей. Оптовая и розничная торговля также пострадала из-за падения импорту из Китая. Строительный сектор, который импортирует большую часть своих строительных материалов из Китаю, также замедлил свою работу. Поскольку китайские подрядчики и работники, которые поехали домой на китайский новый год, не смогли вернуться в Непал, это также негативно повлияло на строительную отрасль страны. По сообщениям средств массовой информации, внутренние авиакомпании борются за выживание, поскольку цены на билеты упали до половины или трети от обычного показателя после резкого снижения спроса. Количество международных авиарейсов в и из Непала до 13 марта уменьшилась более чем на 50%. Поскольку эмиграция для трудоустройства непальцев за рубежом приостановилась, авиакомпании были вынуждены приостановить полёты на нескольких месяцев, которые наиболее часто выбирали непальцы для трудоустройства Обесценивание индийской рупии имело негативные последствия и для зависимой от импорта экономики Непала, поскольку непальская рупия привязана к индийской рупии, а индийская экономика также испытала влияние пандемии. 20 тысяч экскурсоводов, проводников и альпинистов потеряли средства к существованию, когда альпинистские экспедиции в Непал были приостановлены.
Ежегодное празднование Холи, которое в 2020 году выпало на 9 и 10 марта, прошло в ограниченном виде, на фоне резкого снижения деловой активности и отмены массовых праздничных мероприятий.
Непал объявил 2020 год годом посещения Непала, и была поставлена цель привлечь 2 миллиона иностранных туристов, почти вдвое больше, чем в предыдущем году. С началом распространения пандемии по миру Непалу пришлось прекратить авиасообщение с Китаем, крупнейшим источником зарубежных туристов для страны, прибывающих воздушным транспортом, и с распространением эпидемии по миру Непала пришлось прекратить свои рекламные кампании.
Временный общий запрет торговли животными, введённый Китаем в результате пандемии, как ожидается, сдерживает браконьерство и торговлю дикими животными через Непал, поскольку китайская традиционная медицина, использующая различные части тела редких животных как ингредиенты своих лекарственных средств, является наибольшей опасностью для сохранения дикой природы.

### Общественные мероприятия
На начало марта правительство призвало представителей общественности избегать больших скоплений людей. 18 марта правительство закрыло все кинозалы, учебные заведения, музеи и культурные центры, а также запретило собрания больше 25 человек в общественных помещениях, в том числе в культовых сооружениях.

### Правоохранительные органы
В марте отдел дорожной полиции столицы страны Катманду приостановил проверку водителей на алкотестере, а также проведение обязательных занятий для водителей, допустивших нарушение правил дорожного движения. Полиция Непала создала специальные коронавирусные подотделы во всех своих подразделениях, и решила не проводить аресты за незначительные правонарушения. В марте 2020 года генеральная прокуратура страны попросила полицию освободить лиц, задержанных за незначительные преступления под залог или под условно-досрочное освобождение, чтобы уменьшить скопление людей в тюрьмах.

### Трудовая миграция
В конце февраля Непал запретил трудовую миграцию своих граждан в Южную Корею. 8 марта Катар приостановил въезд трудовых мигрантов как из Непала, так и из других стран, это решение коснулось почти 40 тысяч трудовых мигрантов с действующими разрешениями на работу, которые ещё не успели выехать в Катар. В середине марта действие разрешений на работу за рубежом була приостановлена на неопределённый срок для всех стран, в том числе для работников, вернувшихся домой в отпуск. Правительство также приостановило выдачу разрешений на выезд студентам, которые едут учиться за границу.

### Дефицит товаров и чёрный рынок
До первой недели февраля Непал сообщил о дефиците масок для лица, поскольку люди массово их скупали. Власть районов, граничащих с Индией, начала оборудовать медицинские пункты на приграничных постах. Правительство страны было вынуждено обратиться за помощью к ООН, не сумев приобрести маски и защитные средства из-за глобального их дефицита. На начало марта в связи со значительным дефицитом масок для лица и защитных костюмов, а также повышением цен после запрета экспорта в Китай и Индию, по сообщениям средств массовой информации, некоторые больницы шили маски из обычной ткани в связи с недостачей специальной ткани. Также сообщалось о дефиците антисептиков для рук.
Департамент торговли, поставок и защиты потребителей в месяце Фалгун (февраль — март) совершил рейды с проверкой 161 фирмы и оштрафовал 57 из них на сумму около 4 миллионов рупий. 5 марта департамент проверил ряд аптек и магазинов медтехники в Катманду и оштрафовал их в целом на сумму 430 тысяч рупий за завышение цен и ряд других нарушений. 10 марта четыре аптеки были оштрафованы на общую сумму 800 тысяч рупий после того, как их поймали на завышении обычной цени за хирургические маски на 1000%. Также департамент торговли проверил ряд продовольственных магазинов и магазинов розничной торговли. Со склада в Катманду конфискован миллион масок для лица, а 18 марта арестован его владелец, в результате чего общее количество конфискованных за эту неделю масок составило 2,3 миллиона. С чёрного рынка также было конфисковано около 50 тысяч флаконов дезинфицирующих средств для рук. Арестовано более двух десятков продавцов чёрного рынка. Во время усиления оттока людей из Катманду 20 марта были арестованы 23 предпринимателя в транспортной отрасли и водители за значительное завышение оплаты пассажирских перевозок.

### Фармацевтическая промышленность
Фармацевтическая промышленность Непала почувствовала негативные последствия дефицита сырья в связи с тем, что ряд основных ингредиентов для производства лекарств импортировались из Хубэя. Непал столкнулся с перспективой возникновения дефицита самых необходимых лекарственных средств, после того как Индия ввела ограничения на экспорт 26 видов сырья, включая наиболее необходимые лекарства, ссылаясь на нарушение цепи поставок из Хубэя; однако позже Индия согласилась ослабить ограничения для Непала, и попросила непальское правительство предоставить перечень названий и количества необходимых лекарственных препаратов, которые необходимо доставить в Непал.

### Дезинформация
21 марта был арестован 20-летний мужчина по обвинению в распространении дезинформации в интернете через незарегистрированный вебсайт с фейковыми новостями и создании паники в обществе после того, как было выявлено, что в сети циркулируют аудиозаписи, в которых утверждается о сокрытии настоящего числа случаев COVID-19. В тот же день вооружённые силы Непала опровергли слухи, циркулировавшие в социальных сетях, в которых утверждалось, что армейские вертолеты используются для опрыскивания населенных пунктов в полночь дезинфицирующими средствами.

### Браконьерство

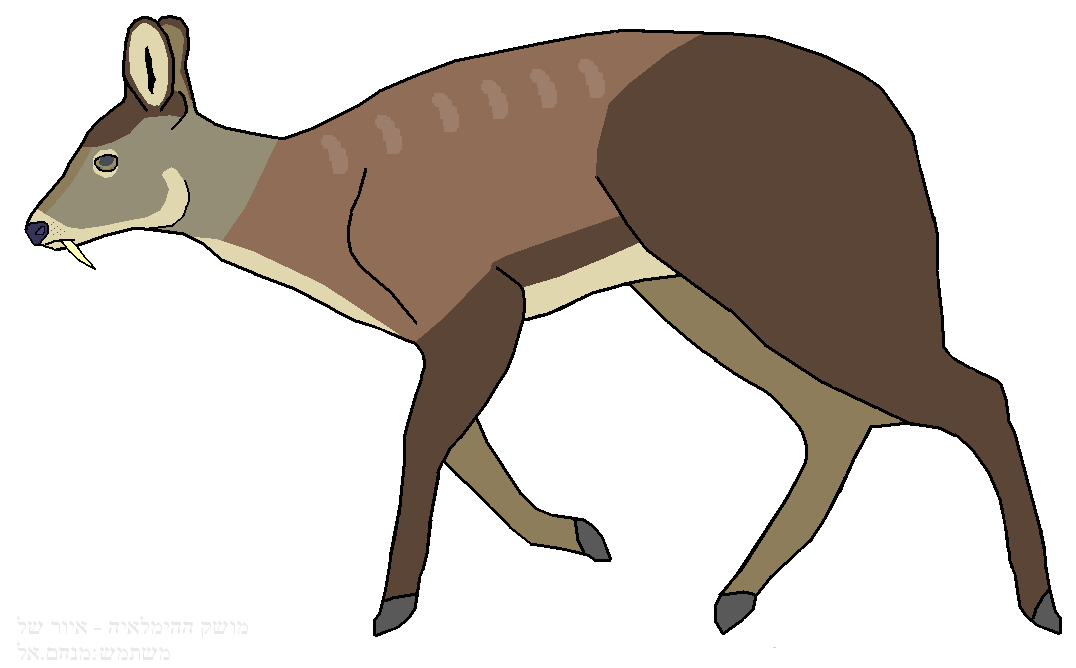
Гималайская кабарга

Браконьеры в Непале воспользовались слабым контролем и ослаблением общественного надзора во время карантинных мер во время эпидемии коронавирусной болезни, и в стране наблюдался всплеск убийств диких животных на фоне пандемии коронавируса. В первые десять дней общенационального строгого карантина 3 гавиала, которые находятся под угрозой исчезновения, были убиты в непосредственной близости от национального парка Читван, одновременно индийский слон, который также находится под угрозой исчезновения, был найден с поражением электрическим током в национальном парке Бардия. 27 марта 2020 года в национальном парке Парса случилась перестрелка между 10-11 браконьерами и охраной парка, которой помогали военные. Погиб 37-летний браконьер, офицер непальской армии получил ранения, после стрельбы был арестован 45-летний мужчина. В конце апреля были найдены мёртвыми на территории национального парка Сагарматха 6 гималайских кабарг (Мосх leucogaster), внесённых в список видов, которые пребывают под угрозой исчезновения. Близ Намче-базара были найдены 54 проволочные ловушки, выставленные браконьерами, и в одну из них даже попался беркут. Полиция района Солухумбу арестовала 9 лиц в связи с убийством мускусного оленя. В национальном парке Сагармартха наблюдалась незаконная вырубка лалигуранов (Rhododendron arboreum), национального цветка Непала.

### Отмена событий
Запланированный на апрель форум Сагарматха Самбаад был перенесён на позднее время. На неопределённое время отложен старт национального турнира по крикету Twenty20 Премьер-лига Эвереста.